# Спице, Шерида
Шерида Спице (нидерл. Sherida Spitse; род. 29 мая 1990, Снек, Фрисландия) — нидерландская футболистка, полузащитник клуба «Аякс» и сборной Нидерландов. Чемпионка Европы 2017 года. Рекордсменка сборной Нидерландов по количеству сыгранных матчей (188).

## Карьера
Профессиональную карьеру начала в составе «Херенвена» в 2007 году.
В 2013 году объявила о будущем переходе в «Лиллестрём», став первой нидерландской футболисткой, за трансфер которой были заплачены деньги.
По итогам сезона 2014 года вошла в символическую сборную норвежского чемпионата.
Выступала за сборную Нидерландов на европейских чемпионатах 2009, 2013 и 2017 годов, а также на чемпионате мира 2015 года.

## Достижения
«Твенте»
- Чемпионка Лиги БеНе: 2012/13, 2013/14

«Лиллестрём»
- Чемпионка Норвегии: 2014, 2015, 2016
- Обладательница Кубка Норвегии: 2014, 2015, 2016

«Волеренга»
- Чемпионка Норвегии: 2020
- Обладательница Кубка Норвегии: 2020

«Аякс»
- Обладательница Кубка Эредивизи[нидерл.]: 2020/21

Нидерланды
- Победительница чемпионата Европы: 2017
- Победительница Кубка Алгарве: 2018

## Личная жизнь
Живёт вместе с подругой Джолиен, воспитывают ребёнка.